# Katifóri (Attique)
Katifóri (grec moderne : Κατηφόρι) est une localité située dans le dème d'Oropós, dans le district régional d'Attique-de-l'Est, dans la périphérie d'Attique, en Grèce.
Selon le recensement de 2021, elle compte 62 habitants.

## Tendance démographique
| année      | 1971 | 1981 | 1991 | 2001 | 2011 | 2021 |
| population | 15   | 21   | 83   | 101  | 116  | 37   |